# RD-118
RD-118(11D512)はRD-108の改良型のケロシンと液体酸素を推進剤として使用するガス発生器サイクルの液体燃料ロケットエンジンである。RD-118(11D511P)はソユーズ-U(11A511U)、RD-118Pはソユーズ-U2(11A511U2)に使用される。

## 設計
エンジンはRD-108の改良型で全てロシア製の部品を使用する。

## 歴史
2001年以降RD-118を使用したソユーズUが打ち上げられる。

## 仕様
RD-118 (11D512)
- サイクル ガス発生器サイクル
- 推力 777.8 kN (79,310 kgf) 海面高度
- 推力 971.4 kN (99,060 kgf) 真空中
- 比推力 253秒 海面高度
- 比推力 316秒 真空中
- 燃焼圧力 5.32 MPa (53.2 bar)
- 推進剤 液体酸素/ケロシン(灯油)
- 直径 1.95 m (6 ft 5 in)
- 全高 2.865 m (9 ft 4.8 in)

RD-118P
- サイクル ガス発生器サイクル
- 推力 814.9 kN (83,100 kgf) 海面高度
- 推力 1,010.0 kN (102,990 kgf) 真空中
- 比推力 263秒 海面高度
- 比推力 326秒 真空中
- 推進剤 液体酸素/Syntin
- 直径 1.95 m (6 ft 5 in)
- 全高 2.865 m (9 ft 4.8 in)